# Stenometopiellus stepposus
Stenometopiellus stepposus är en insektsart som beskrevs av Mitjaev 1971. Stenometopiellus stepposus ingår i släktet Stenometopiellus och familjen dvärgstritar. Inga underarter finns listade i Catalogue of Life.